# Première circonscription de Rennes
La première circonscription de Rennes est l'une des huit circonscriptions législatives françaises que comptait le département d'Ille-et-Vilaine de 1876 à 1885, de 1889 à 1919 et de 1928 à 1940.
Étienne Pinault (PDP) en fut le dernier député.

## La circonscription de 1876 à 1885
Dans le découpage électoral de 1875, la première circonscription de Rennes fait partie des huit circonscriptions d'Ille-et-Vilaine.
Elle était composée des cantons de Rennes-Nord-Est, Rennes-Nord-Ouest, Rennes-Sud-Est et Rennes-Sud-Ouest.

### Historique des députations
| Législature | Début de mandat | Fin de mandat   | Député                   | Parti politique | Observations                                                                                                  |
| ----------- | --------------- | --------------- | ------------------------ | --------------- | --- |
| Ire         | 20 février 1876 | 25 juin 1877    | Théophile Roger-Marvaise | G.rép.          | |
| IIe         | 14 octobre 1877 | 23 janvier 1879 | Théophile Roger-Marvaise | G.rép.          | Remplacé à partir du 6 avril 1879 par Pierre Waldeck-Rousseau (UR) à la suite de son élection comme sénateur. |
| IIe         | 6 avril 1879    | 14 octobre 1881 | Pierre Waldeck-Rousseau  | UR              | |
| IIIe        | 28 octobre 1881 | 14 octobre 1885 | Pierre Waldeck-Rousseau  | UR              | |

### Historique des élections

#### Élections de 1876
|          | Théophile Roger-Marvaise  | Gauche républicaine | 8 863  | 65,60  |  |  |  |  |
|          | François-Charles Oberthür | Légitimiste         | 4 636  | 34,32  |  |  |  |  |
|          |                           |                     |        |        |  |  |  |  |
| Inscrits | Inscrits                  | Inscrits            | 19 510 | 100,00 |  |  |  |  |
| Votants  | Votants                   | Votants             | 13 536 | 69,38  |  |  |  |  |
| Exprimés | Exprimés                  | Exprimés            | 13 510 | 99,81  |  |  |  |  |

#### Élections de 1877
|                  | Théophile Roger-Marvaise * | Gauche républicaine | 9 921  | 67,99  |  |  |  |
|                  | Samuel Denis               | Orléaniste          | 4 655  | 31,90  |  |  |  |
|                  |                            |                     |        |        |  |  |  |
| Inscrits         | Inscrits                   | Inscrits            | 20 206 | 100,00 |  |  |  |
| Votants          | Votants                    | Votants             | 14 623 | 72,37  |  |  |  |
| Exprimés         | Exprimés                   | Exprimés            | 14 591 | 99,78  |  |  |  |
| * Député sortant |                            |                     |        |        |  |  |  |

#### Élections partielles de 1879
|          | Pierre Waldeck-Rousseau | Union républicaine | 8 703  | 90,90  |  |  |  |  |
|          | Louis Foucqueron        | Extrême gauche     | 281    | 3,09   |  |  |  |  |
|          |                         |                    |        |        |  |  |  |  |
| Inscrits | Inscrits                | Inscrits           | 21 902 | 100,00 |  |  |  |  |
| Votants  | Votants                 | Votants            | 9 574  | 43,71  |  |  |  |  |
| Exprimés | Exprimés                | Exprimés           | 9 095  | 95,00  |  |  |  |  |

#### Élections de 1881
|                  | Pierre Waldeck-Rousseau * | Union républicaine | 8 899  | 64,74  |  |  |  |
|                  | Félix de Bourgerel        | Monarchiste        | 4 192  | 30,50  |  |  |  |
|                  | Charles Chabert           | Socialiste         | 643    | 4,68   |  |  |  |
|                  |                           |                    |        |        |  |  |  |
| Inscrits         | Inscrits                  | Inscrits           | 19 796 | 100,00 |  |  |  |
| Votants          | Votants                   | Votants            | 13 803 | 69,73  |  |  |  |
| Exprimés         | Exprimés                  | Exprimés           | 13 746 | 99,59  |  |  |  |
| * Député sortant |                           |                    |        |        |  |  |  |

## La circonscription de 1889 à 1919
Elle reprend le découpage de 1875.

### Historique des députations
| Législature | Début de mandat   | Fin de mandat   | Député          | Parti politique   | Observations                                                                                                |
| ----------- | ----------------- | --------------- | --------------- | ----------------- | --- |
| Ve          | 22 septembre 1889 | 14 octobre 1893 | René Le Hérissé | G.rad.            | |
| VIe         | 15 octobre 1893   | 31 mai 1898     | René Le Hérissé | Rép.révisionniste | |
| VIIe        | 1er juin 1898     | 31 mai 1902     | René Le Hérissé | G.rad.            | |
| VIIIe       | 1er juin 1902     | 31 mai 1906     | René Le Hérissé | Nat.              | |
| IXe         | 1er juin 1906     | 31 mai 1910     | René Le Hérissé | G.rad.            | |
| Xe          | 1er juin 1910     | 19 juillet 1913 | René Le Hérissé | Rad.              | Remplacé à partir du 31 août 1913 par Louis Deschamps (Rad.ind.) à la suite de son élection comme sénateur. |
| Xe          | 31 août 1913      | 31 mai 1914     | Louis Deschamps | Rad.ind.          | |
| XIe         | 1er juin 1914     | 7 décembre 1919 | Louis Deschamps | Rad.ind.          | |

### Historique des élections

#### Élections de 1889
|                  | René Le Hérissé * | Boulangiste | 11 247 | 86,94  |  |  |  |
|                  |                   |             |        |        |  |  |  |
| Inscrits         | Inscrits          | Inscrits    | 20 655 | 100,00 |  |  |  |
| Votants          | Votants           | Votants     | 12 937 | 62,63  |  |  |  |
| Exprimés         | Exprimés          | Exprimés    | 11 247 | 86,94  |  |  |  |
| * Député sortant |                   |             |        |        |  |  |  |

#### Élections de 1893
|                  | René Le Hérissé *    | Républicain révisionniste | 6 543  | 51,60  |  |  |  |
|                  | Eugène Pinault       | Union libérale            | 3 991  | 31,48  |  |  |  |
|                  | Jules Maniez         | Socialiste                | 2 060  | 16,25  |  |  |  |
|                  | Sempé dit Mickaël Py | Socialiste                | 59     | 0,47   |  |  |  |
|                  |                      |                           |        |        |  |  |  |
| Inscrits         | Inscrits             | Inscrits                  | 20 903 | 100,00 |  |  |  |
| Votants          | Votants              | Votants                   | 13 416 | 64,18  |  |  |  |
| Exprimés         | Exprimés             | Exprimés                  | 12 680 | 94,51  |  |  |  |
| * Député sortant |                      |                           |        |        |  |  |  |

#### Élections de 1898
|                  | René Le Hérissé *   | Gauche radicale      | 8 386  | 52,16  |  |  |  |
|                  | René Grivart        | Monarchiste          | 3 512  | 21,84  |  |  |  |
|                  | Eugène Pinault      | Union libérale       | 2 344  | 14,58  |  |  |  |
|                  | Jules Ménard        | Antijuif             | 1 397  | 8,69   |  |  |  |
|                  | Fernand Grimonprez  | Socialiste           | 316    | 1,97   |  |  |  |
|                  | Pierre-Marie Massot | Républicain agricole | 123    | 0,78   |  |  |  |
|                  |                     |                      |        |        |  |  |  |
| Inscrits         | Inscrits            | Inscrits             | 22 224 | 100,00 |  |  |  |
| Votants          | Votants             | Votants              | 16 244 | 73,09  |  |  |  |
| Exprimés         | Exprimés            | Exprimés             | 16 079 | 98,98  |  |  |  |
| * Député sortant |                     |                      |        |        |  |  |  |

#### Élections de 1902
|                  | René Le Hérissé *                | Nationaliste (ex G.rad.) | 9 545  | 58,38  |  |  |  |
|                  | Eugène Brager de La Ville-Moysan | Monarchiste              | 5 101  | 31,20  |  |  |  |
|                  | Charles Bougot                   | PSF                      | 1 695  | 10,37  |  |  |  |
|                  | Auguste Crépin                   | POF                      | 3      | 0,02   |  |  |  |
|                  |                                  |                          |        |        |  |  |  |
| Inscrits         | Inscrits                         | Inscrits                 | 23 095 | 100,00 |  |  |  |
| Votants          | Votants                          | Votants                  | 16 636 | 72,03  |  |  |  |
| Exprimés         | Exprimés                         | Exprimés                 | 16 349 | 98,28  |  |  |  |
| * Député sortant |                                  |                          |        |        |  |  |  |

#### Élections de 1906
| Candidats        | Candidats         | Étiquette                 | Premier tour | Premier tour | Ballotage | Ballotage |  |
| Candidats        | Candidats         | Étiquette                 | Voix         | %            | Voix      | %         |  |
| ---------------- | ----------------- | ------------------------- | ------------ | ------------ | --------- | --------- |  |
|                  | René Le Hérissé * | Gauche radicale (ex Nat.) | 9 119        | 49,62        | 9 843     | 81,93     |  |
|                  | Charles Oberthür  | Action libérale           | 8 150        | 44,35        |           |           |  |
|                  | Alphonse Jaouen   | SFIO                      | 1 112        | 6,05         |           |           |  |
|                  |                   |                           |              |              |           |           |  |
| Inscrits         | Inscrits          | Inscrits                  | 23 338       | 100,00       | 23 333    | 100,00    |  |
| Votants          | Votants           | Votants                   | 18 550       | 79,48        | 12 014    | 51,49     |  |
| Exprimés         | Exprimés          | Exprimés                  | 18 378       | 99,07        | 9 946     | 82,79     |  |
| * Député sortant |                   |                           |              |              |           |           |  |

#### Élections de 1910
|                  | René Le Hérissé * | Gauche démocratique | 9 159  | 51,60  |  |  |  |
|                  | Adrien Lecoq      | Action libérale     | 6 584  | 37,10  |  |  |  |
|                  | Eugène Leprince   | SFIO                | 1 901  | 10,71  |  |  |  |
|                  | Émile Verdier     | Fantaisiste         | 99     | 0,56   |  |  |  |
|                  |                   |                     |        |        |  |  |  |
| Inscrits         | Inscrits          | Inscrits            | 25 165 | 100,00 |  |  |  |
| Votants          | Votants           | Votants             | 18 100 | 71,93  |  |  |  |
| Exprimés         | Exprimés          | Exprimés            | 17 749 | 98,06  |  |  |  |
| * Député sortant |                   |                     |        |        |  |  |  |

#### Élections partielles de 1913
|          | Louis Deschamps | Gauche radicale | 11 267 | 88,63  |  |  |  |
|          | Eugène Leprince | SFIO            | 1 425  | 11,20  |  |  |  |
|          |                 |                 |        |        |  |  |  |
| Inscrits | Inscrits        | Inscrits        | 25 331 | 100,00 |  |  |  |
| Votants  | Votants         | Votants         | 13 582 | 53,62  |  |  |  |
| Exprimés | Exprimés        | Exprimés        | 12 727 | 93,71  |  |  |  |

#### Élections de 1914
| Candidats        | Candidats                    | Étiquette          | Premier tour | Premier tour | Ballotage | Ballotage |  |
| Candidats        | Candidats                    | Étiquette          | Voix         | %            | Voix      | %         |  |
| ---------------- | ---------------------------- | ------------------ | ------------ | ------------ | --------- | --------- |  |
|                  | Louis Deschamps *            | Gauche radicale    | 8 538        | 45,62        | 9 825     | 51,78     |  |
|                  | Édouard Thuau                | Progressiste (PRD) | 8 479        | 45,31        | 9 136     | 48,15     |  |
|                  | Eugène Quessot               | SFIO               | 1 698        | 9,07         | 7         | 0,04      |  |
|                  | Jean Le Pannetier de Roissay | Action française   |              |              | 5         | 0,03      |  |
|                  |                              |                    |              |              |           |           |  |
| Inscrits         | Inscrits                     | Inscrits           | 25 887       | 100,00       | 25 837    | 100,00    |  |
| Votants          | Votants                      | Votants            | 19 033       | 73,52        | 19 182    | 74,24     |  |
| Exprimés         | Exprimés                     | Exprimés           | 18 715       | 98,33        | 18 974    | 98,92     |  |
| * Député sortant |                              |                    |              |              |           |           |  |

## La circonscription de 1928 à 1940
Dans le découpage électoral de 1927, la première circonscription de Rennes fait partie des huit circonscriptions d'Ille-et-Vilaine.
Elle était composée des cantons suivants :
- Canton de Hédé
- Canton de Liffré
- Canton de Rennes-Nord-Est
- Canton de Rennes-Nord-Ouest
- Canton de Saint-Aubin-d'Aubigné

### Historique des députations
| Législature | Début de mandat | Fin de mandat  | Député          | Parti politique | Observations |
| ----------- | --------------- | -------------- | --------------- | --------------- | ------------ |
| XIVe        | 1er juin 1928   | 31 mai 1932    | Étienne Pinault | PDP             |              |
| XVe         | 1er juin 1932   | 31 mai 1936    | Étienne Pinault | PDP             |              |
| XVIe        | 1er juin 1936   | 9 juillet 1940 | Étienne Pinault | PDP             |              |

### Historique des élections

#### Élections de 1928
| Candidats        | Candidats       | Étiquette      | Premier tour | Premier tour | Ballotage | Ballotage |  |
| Candidats        | Candidats       | Étiquette      | Voix         | %            | Voix      | %         |  |
| ---------------- | --------------- | -------------- | ------------ | ------------ | --------- | --------- |  |
|                  | Étienne Pinault | Répub. nat-PDP | 8 362        | 44,96        | 9 215     | 49,20     |  |
|                  | Adolphe Herbert | Radical ind.   | 5 084        | 27,33        | 9 117     | 48,68     |  |
|                  | Jacques Gonnon  | SFIO           | 2 683        | 14,43        |           |           |  |
|                  | Charles Laurent | PRS            | 1757         | 9,45         |           |           |  |
|                  | Roger Géry      | PC-SFIC        | 713          | 3,83         | 328       | 1,75      |  |
|                  | M. Péré         |                |              |              | 69        | 0,37      |  |
|                  |                 |                |              |              |           |           |  |
| Inscrits         | Inscrits        | Inscrits       | 22 612       | 100,00       | 22 612    | 100,00    |  |
| Votants          | Votants         | Votants        | 18 974       | 83,91        | 18 871    | 83,46     |  |
| Exprimés         | Exprimés        | Exprimés       | 18 599       | 98,02        | 18 729    | 99,25     |  |
| * Député sortant |                 |                |              |              |           |           |  |

#### Élections de 1932
| Candidats        | Candidats         | Étiquette          | Premier tour | Premier tour | Ballotage | Ballotage |  |
| Candidats        | Candidats         | Étiquette          | Voix         | %            | Voix      | %         |  |
| ---------------- | ----------------- | ------------------ | ------------ | ------------ | --------- | --------- |  |
|                  | Étienne Pinault * | Répub. nat - PDP   | 9 157        | 48,68        | 10 257    | 54,28     |  |
|                  | Albert Aubry      | SFIO               | 5 451        | 28,98        | 8 542     | 45,20     |  |
|                  | François Château  | Radical ind. - PSF | 3 922        | 20,85        |           |           |  |
|                  | René Lenoir       | PC-SFIC            | 276          | 1,47         | 98        | 0,52      |  |
|                  | Eugène Le Barh    | Fasciste           | 3            | 0,01         |           |           |  |
|                  |                   |                    |              |              |           |           |  |
| Inscrits         | Inscrits          | Inscrits           | 22 891       | 100,00       | 22 891    | 100,00    |  |
| Votants          | Votants           | Votants            | 19 190       | 83,83        | 19 216    | 83,95     |  |
| Exprimés         | Exprimés          | Exprimés           | 18 809       | 98,02        | 18 837    | 98,03     |  |
| * Député sortant |                   |                    |              |              |           |           |  |

#### Élections de 1936
| Candidats        | Candidats         | Étiquette              | Premier tour | Premier tour | Ballotage | Ballotage |  |
| Candidats        | Candidats         | Étiquette              | Voix         | %            | Voix      | %         |  |
| ---------------- | ----------------- | ---------------------- | ------------ | ------------ | --------- | --------- |  |
|                  | Étienne Pinault * | Répub. nat (URD) - PDP | 8 413        | 44,50        | 10 346    | 53,94     |  |
|                  | Albert Aubry      | SFIO                   | 5 685        | 30,07        | 8 833     | 46,06     |  |
|                  | Charles Frédouët  | Répub. de gauche       | 2 298        | 12,16        |           |           |  |
|                  | Victor Guestault  | Radical ind.           | 1 086        | 5,75         |           |           |  |
|                  | Émile Drouillas   | PC-SFIC                | 714          | 3,78         |           |           |  |
|                  | Julien Boulot     | Radical ind.           | 708          | 3,75         |           |           |  |
|                  |                   |                        |              |              |           |           |  |
| Inscrits         | Inscrits          | Inscrits               | 23 705       | 100,00       | 23 705    | 100,00    |  |
| Votants          | Votants           | Votants                | 19 596       | 82,67        | 19 665    | 82,96     |  |
| Exprimés         | Exprimés          | Exprimés               | 18 904       | 96,47        | 19 179    | 97,53     |  |
| * Député sortant |                   |                        |              |              |           |           |  |